# Parisina
Parisina es una cadena de tiendas departamentales en México, fundada en 1933 y operada por la empresa Grupo Parisina S.A. de C.V., comercializa principalmente telas y botonería, decoración del hogar, bordados, máquinas de coser, tapetes y otros artículos relacionados con la industria textil. 

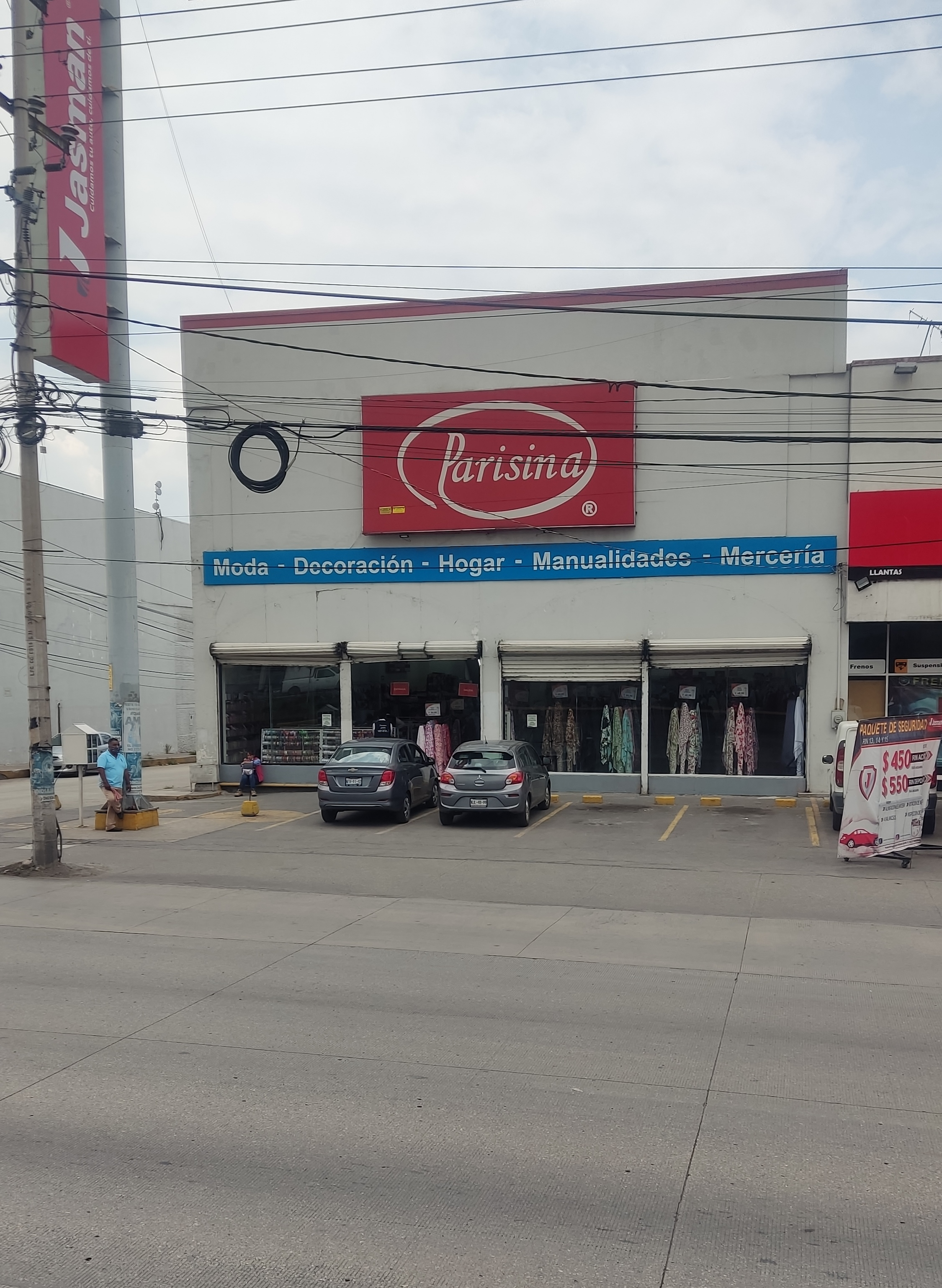
Una tienda Parisina en el municipio de Coacalco, en el Estado de México.

Ofrece la confección de cortinas, que contrata con maquiladores externos. El grupo inició operaciones en 1933, cuando Juan José Sierra abrió su tienda de 220 m2 en el Centro Histórico de la Ciudad de México. Hoy en día, el grupo opera más de 600 tiendas departamentales y tiendas especializadas en todo México.
Compite directamente con la cadena mexicana de telas Modatelas.
De 1990 a 1999 el grupo también operó la cadena Casa García, que posteriormente cambia de nombre a  "Almacenes García", por lo que creció durante ese período de 18 a 42 tiendas.
1. 1 2  «Parisina: ¿quién es su dueño y cómo surgió la tienda de telas?». Radio Fórmula. 17 de octubre de 2022. Consultado el 1 de marzo de 2024.
2. ↑  «Nuestra Compañía». www.laparisina.mx. Consultado el 1 de marzo de 2024.
3. ↑  «Grupo Parisina».